# Boeing 314 Clipper
Boeing 314 Clipper je bil štirimotorna potniška leteča ladja z dolgim dosegom. Proizvajalo ga je ameriško podjetje Boeing, v letih 1938−1941 so zgradili 12 letal. Clipper je uporabljal veliko krilo od prototipa bombnika XB-15.
V 1930ih je ameriška letalska družba Pan Am zahtevala letečo ladjo z zelo velikim dosegom za čezoceanske lete. Boeingov predlog je bil uspešene in 21. julija 1936 je Pan Am naročil šest letal. Boeingovi inženiriji so uporabili krilo od XB-15 in zamenjal 850 konjske zvezdaste motorje Pratt & Whitney Twin Wasp z 1600 konjskimi zvezdastimi Wright Twin Cyclone. Kasneje je Pan Am naročil še šest letal. Clipperja so sestavili v tovarni Boeing's Plant 1. Prvi let je bil 7. junija 1938. 
Clipper ima visoko nameščeno kantilever krilo. Rezervoraji za gorivo imajo kapaciteto 16070 litrov letalskega bencina, verzija 314A ima še dodatni 4500 litrski rezervoar. Štirje zvezdasti motorji imajo okrog 1100 litrov mazalnega olja.

## Tehnične specifikacije (314A Clipper)
Podatki iz Jane's Fighting Aircraft of World War II
Splošne karakteristike
- Posadka: 11
- Število sedežev: 74 potnikov v "dnevni" konfiguraciji, 36 potnikov v "nočni"
- Tovor: 10000 lb (4500 kg)
- Dolžina: 106 ft (32,33 m)
- Razpon kril: 152 ft (46,36 m)
- Višina: 20 ft 4½ in (6,22 m)
- Teža praznega letala: 48400 lb (21900 kg)
- Naložena teža: 84000 lb (38000 kg)
- Pogon letala: 4 ×  radialni motor Wright R-2600-3, 1600 KM (1200 kW)  vsak

 Zmogljivost 
- Maks. hitrost: 210 mph (180 vozlov, 340 km/h)
- Potovalna hitrost: 188 mph (163 vozlov, 302 km/h) na 11000 ft (3400 m)
- Doseg: 3685 mi (3201 nm, 5896 km)
- Višina leta: 19600 ft (5980 m)